# 霍斯特·马勒
霍斯特·马勒（德語： 1936年1月23日—2025年7月27日）是一位前德国律师、政治活动家。他曾是德国极左军事组织红军派创始人之一。之后，他成为了一名毛主义者，再后来他转向了极右。马勒一度成为了德国国家民主党的一员。马勒因为煽动仇恨罪和否认犹太人大屠杀被反复定罪。他服刑至死（为期12年）。
2017年4月，马勒再度被判处3年半的有期徒刑，当月18日，他逃离了德国，希望避免判决执行。他来到匈牙利寻求政治庇护，却被拒绝，并被驱逐回了德国，随后，他被投入了监狱。
1. ↑  . Störungsmelder. March 29, 2017  [April 19, 2017]. （原始内容存档于2020-10-11） （德语）.
2. ↑  . Deutsche Welle (Bonn, Germany). Deutsche Presse-Agentur, AFP. June 13, 2017  [2017-09-09]. （原始内容存档于2021-05-25）.